# Edifici Veles e Vents

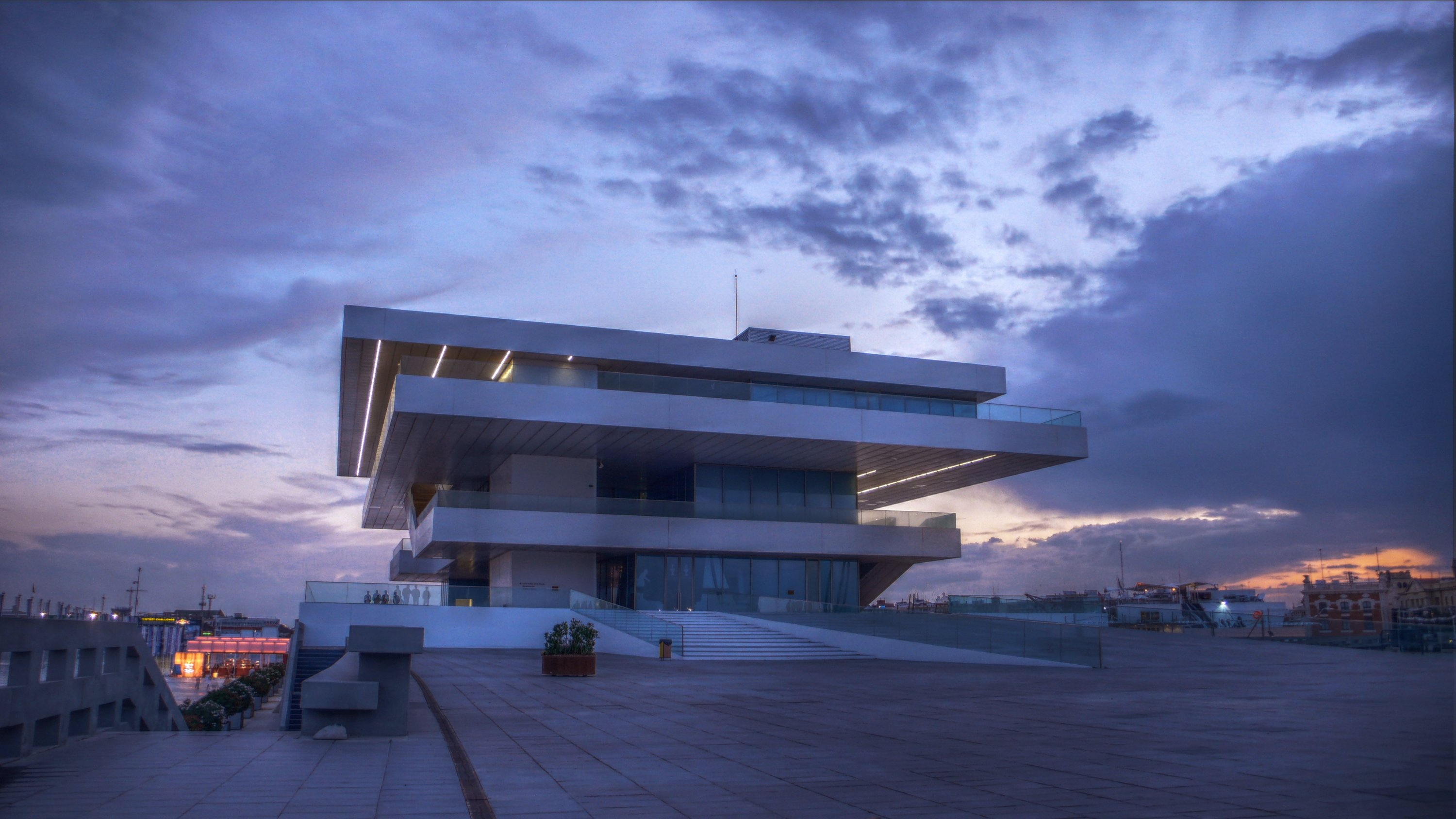
L'edifici de Veles e Vents

L'Edifici Veles e Vents és un edifici singular del port de València dissenyat per David Chipperfield i Fermín Vázquez, construït el 2006 per a la Copa Amèrica de Vela de 2007.
Anomenat inicialment edifici Foredeck (coberta de proa en anglès), es va rebatejar com a Veles e Vents en homenatge al poema d'Ausiàs March. L'objectiu inicial era proporcionar un punt d'observació privilegiat per a les competicions de vela, gràcies a la seva ubicació en la primera línia del mar.
La construcció d'estil minimalista consisteix en quatre plantes a diferents alçades i lleugerament desplaçades les unes de les altres en voladís, amb cada planta de diferents dimensions, donant-li l'aire d'un cambrer ocupat que lluita per no deixar caure els plats o la sensació que les diferents plantes estiguin suspeses en l'aire. L'estructura de és de formigó armat recoberta amb acer pintat de blanc nàutic i recobriments de vidre, les fustes nobles de Brasil per als terres exteriors, i terres interiors de resina blanca. Amb una alçària de 25 metres i una superfície total construïda de 10.500m2, actualment l'edifici és ocupat per restaurants i altres serveis.